# Dimitris Domazos
Dimitris "Mimis" Domazos (gr. Δημήτρης Δομάζος, ur. 22 stycznia 1942 w Atenach, zm. 24 stycznia 2025 tamże) – piłkarz grecki grający na pozycji ofensywnego pomocnika. W swojej karierze rozegrał 50 meczów w reprezentacji Grecji i strzelił w niej 4 gole.

## Kariera klubowa
Karierę piłkarską Domazos rozpoczął w klubie Amina Abelokipon. Następnie został zawodnikiem Panathinaikosu i w sezonie 1959/1960 zadebiutował w nim w pierwszej lidze greckiej. W debiutanckim sezonie wywalczył z Panathinaikosem tytuł mistrza kraju, a z klubem tym wygrywał go jeszcze ośmiokrotnie w latach 1961, 1962, 1964, 1965, 1969, 1970, 1972 i 1977. Z Panathinaikosem zdobył też Puchar Grecji w latach 1967, 1969 i 1977 oraz Superpuchar Grecji w 1970 roku. W 1978 roku wygrał Puchar Bałkanów. W 1971 roku wystąpił z Panathinaikosem w przegranym 0:2 finale Pucharu Mistrzów z Ajaksem Amsterdam.
W 1978 roku Domazos odszedł z Panathinaikosu do innego ateńskiego klubu, AEK-u. W sezonie 1978/1979 został z AEK-iem mistrzem kraju. W 1980 roku wrócił na krótko do Panathinaikosu i jeszcze w tym samym roku zakończył w nim swoją karierę.

## Kariera reprezentacyjna
W reprezentacji Grecji Domazos zadebiutował 2 grudnia 1959 roku w przegranym 1:3 towarzyskim spotkaniu z Danią. W swojej karierze grał w eliminacjach do MŚ 1962, MŚ 1966, Euro 68, MŚ 1970, Euro 72, MŚ 1974, Euro 76 i MŚ 1978. W reprezentacji Grecji od 1959 do 1980 roku rozegrał 50 spotkań i zdobył w nich 4 bramki.